# NGC 534
NGC 534 is een lensvormig sterrenstelsel in het sterrenbeeld Beeldhouwer. Het hemelobject ligt 245 miljoen lichtjaar (75,2 × 106 parsec) van de Aarde verwijderd en werd op 23 oktober 1835 ontdekt door de Britse astronoom John Herschel.

## Synoniemen
- GC 316
- 2MASX J01244464-3807448
- ESO 296-21
- h 2410
- MCG -06-04-026
- PGC 5215